# Gina López
Gina López (ur. 28 maja 1994 w Peru) – siatkarka grająca jako atakująca.
Obecnie występuje w drużynie Deportivo Wanka.